# 志村貴博
志村 貴博（しむら たかひろ、6月29日 - ）は、日本の男性声優。神奈川県出身。BloomZ所属。

## 来歴・人物
2017年10月31日までぷろだくしょんバオバブに所属していた。2018年1月1日よりBloomZに所属。
趣味・特技は自転車、サイクリング、麻雀、バスケットボール、ギター演奏、観劇、インターネット、テレビゲーム。資格は普通自動車免許、5t以上天井クレーン、フォークリフト運転免許。

## 出演

### テレビアニメ
2008年
- 銀魂（2008年 - 2009年、志士A、医者、一郎、客D、チンピラ）
- 忍者玉丸（殿 他）

2009年
- ジャングル大帝 -勇気が未来をかえる-
- バトルスピリッツ 少年激覇ダン（カードバトラーE）
- 名探偵コナン（2009年 - 2021年、長井刑事、山根勝彦、玉木一朗、辰巳雅也、乙坂仁一 他）

2010年
- キディ・ガーランド（警備ロボC）
- 黒執事II（ターナー）
- ドラえもん（テレビ朝日版第2期）（2010年 - 2019年、オークションの人、中年男A、店主、画家、サラリーマン 他）

2012年
- エリアの騎士（鎌倉大学選手C、鎌倉大学2番）

2013年
- クレヨンしんちゃん（2013年 - 2018年、吉川部長、主任、主夫）

2015年
- 新あたしンち（アナウンサー）

2017年
- 忍たま乱太郎（兵士）

2018年
- まめねこ（座敷おやじ）
- 奴隷区 The Animation

2019年
- 超可動ガール1/6（巨人）

2020年
- ピーター・グリルと賢者の時間（ヒューマン）

2021年
- 恋と呼ぶには気持ち悪い（マスター）
- 真の仲間じゃないと勇者のパーティーを追い出されたので、辺境でスローライフすることにしました（アックスデーモン）

2022年
- 理系が恋に落ちたので証明してみた。r=1-sinθ（久世）

2024年
- さようなら竜生、こんにちは人生（バラン）
- 魔王様、リトライ!R（サンボ）

### OVA
- ストレイト・ジャケット（2007年、グレイ）
- 装甲騎兵ボトムズ 幻影篇（2010年）
- 福井青年会議所45周年記念製作オリジナルアニメ（2019年）

### Webアニメ
- トラとミケ（2021年、朝倉先生）

### ゲーム
- infinity（2009年）
- 探偵 神宮寺三郎 灯火が消えぬ間に（2009年）
- Just Cause 2（2010年、情報屋）
- ぱすてるチャイムContinue（2010年）
- Fallout: New Vegas（2010年、ファーザーエリヤ）
- イースIX -Monstrum NOX-（2019年、ベルガー監獄長[4]）
- ブラウンストーリーズ（2020年、灰色の羽チャールズ、七都市の破壊者エクシディウス、市長ユークリッド）
- ルミアサガ -ちび萌え自由大冒険-（2020年）

### ドラマCD
- サモンナイトX 前編・後編（部下）
- 転生したら剣でした

### BLCD
- 旅と道連れ（おじさん）
- 偏愛プリンス（副社長）

### 吹き替え

#### 映画
- アーサーII（軍曹）
- アンコントロール（マイク）
- 1969:アメリカの性革命（ヘフナー）
- イテウォン殺人事件（チョリ刑事）
- インビクタス 負けざる者たち（アンドレ）
- ウェイティング・バーバリアンズ 帝国の黄昏（パン職人 他）
- ウォーキング・アウト（キャル）
- SP:国家情報局 Mr.ZOO（ペク 他）
- カラー・アウト・オブ・スペース-遭遇-（エズラ）
- 感染惑星（アレックス）
- 奇跡のロングショット（エニス）
- キルショット（捜査官2）
- 強敵（チェ刑事）
- 36リミット（警部 他）
- サバイバル・フィールド（ハンター）
- ジョン・カーター（パドワール）
- スーパーヒーロー ムービー!!-最'笑'超人列伝-（ホーキンス博士）
- スターシップ・トゥルーパーズ3（ハイタワー）
- スモーキング・ハイ（マーク）
- 地球が凍りつく日（ゲイリー）
- デジャヴ（チェ・ヒョンソク）
- ドミノ（フォン）
- ドント・スリープ 蘇る悪夢（ヴィンセント）
- 呪いの怨恨 エコーズ・オブ・フィアー（デビット）
- ハッチング・ピート（マラガ）
- バットマン ビギンズ
- バビロンZ（クビト）
- ファインディング・メリー（サンタ 他）
- フレーム 危険動画サイト（アルカサル）
- ボア（アーニー 他）
- ホステージ（ルイス）
- マーメイド（海の神様 他）
- マイ・ロボット（おじいちゃん〈ニルス・オレ・オフテブロ〉）
- ミッション・イン・モスクワ（アレクセイ）
- モンスタークエスト3（ホームズ 他）
- モンスター・ハント 王の末裔（屠四谷の相棒 他）
- Uボート 最後の決断（ラース）
- ラン・アウェイ 香港脱出（ナレーター）
- レジェンド・オブ・ヒドゥンタウン 妖舞炎奇譚（雷公 他）
- レジェンド・オブ・ヒドゥンタウン 隠市奇聞録（雷公 他）
- 恋愛ルーキーズ（ウォルシュ、ラファエル）
- わが教え子、ヒトラー（プフケ）

#### ドラマ
- エンジェル・プロジェクト（バーボーサ）
- クリミナル・マインド4 FBI行動分析課（エヴァン）
- クリミナル・マインド 国際捜査班
- クリミナル・マインド 特命捜査班レッドセル
- ゴースト 〜天国からのささやき（デニス、運転手、ピーター）
- CSI:科学捜査班（ニール 他）
- JONAS（英国公職員)
- スターゲイト アトランティス（バルドリック）
- トラベル・トゥ・ザ・エッジ シーズン2（マックス）
- ノストラダムス・エフェクト 〜予言と黙示録〜
- フラッシュフォワード（アワーレ）
- プリズン・ブレイク（ラファエル）
- 弁護士イーライのふしぎな日常（アダム）
- ボストン・リーガル（証人）
- ミディアム 霊能者アリソン・デュボア4（若いギャリティ、夫）
- ライ・トゥ・ミー 嘘は真実を語る2
- ライフwithデレク
- レバレッジ 〜詐欺師たちの流儀（パーカーの父）
- LOST（クルー2）
- ワン・トゥリー・ヒル（アナウンサー）

#### テレビ番組
- ソウル白熱教室（キム・ナンド）
- 突撃!大人の職業体験（アラン 他）

#### アニメ
- アニマルズ!危機一髪（ボブ）
- シンデレラ 秘密のプリンス（カメ 他）
- スノーホワイト -白雪姫とハナの大冒険-（クランキー 他）
- ディリリとパリの時間旅行
- ビッグ・ウィッシュ 魔法に願いを（案内 他）
- フォスターズ・ホーム（客B）
- モンスター・パーティ（マイロ）

### ボイスオーバー
- アマゾン・アドベンチャー 後編（クライプケ）
- ウィンドウトリートメント（看護師）
- MTV EXIT（デュロック）
- エンシェント・ディスカバリーズ シーズン2（ウィンドレー）
- オランウータン幼稚園2（ハーディ）
- 現代の脅威（マーシャル、ニコラ・テスラ 他）
- コウケンテツと行く香港マカオ ミャーと旅するアジわいキッチン（店主）
- サッカーネット プレスパス
- ジュラシックファイトクラブ（ウィトマー）
- 生命の誕生 前後編（ヘイゼン）
- 世界の空軍 ドッグファイト「ドイツ空軍の終焉」（クランダール）
- TAIKETSU（クビト）
- 戦った男 戦わなかった男〜旧ユーゴ 心の旅路〜（男性2）
- 天才どうぶつ大集合（スミス博士）
- 逃亡の24時間〜ルイ16世とマリー・アントワネット〜（ガブリエル）
- トリックTV（キース）
- ビルの休日 オーストラリアおいしい旅（ミック）
- 舞台裏のスーパーテクノロジー（管制官、男性）
- ペットスター・ショー（ロバート）
- 未確認モンスターを追え!（ダン）
- メガディザスターズ シーズン2（レニー）
- 歴史を作った頭脳『脳の秘密』前後編（クライブ）
- ローマ〜栄光と滅亡〜（マーティン）

### ナレーション
- CM「体のふしぎ」
- ガンプラへの道
- 崩れゆくアメリカ 前編・後編
- トレカ!トレカ!トレカ!
- 欲望の資本主義2018〜闇の力が目覚める時・ルールが変わる時（インサートナレーション）

### 映像
- 海外向け教材ビデオ「正しい日本語」